# يوخن بورشرت
يوخن بورشرت (بالألمانية: Jochen Borchert)‏ (و. 1940  م) هو سياسي، وفلاح ألماني، ولد في شتندال، هو عضوٌ في الاتحاد الديمقراطي المسيحي، شارك في الانتخابات الرئاسية الألمانية 2009، والانتخابات الرئاسية الألمانية 2004، والانتخابات الرئاسية الألمانية 1999 ‏.

## مناصب
تولى منصب عضو في البوندستاغ الألماني (4 نوفمبر 1980–29 مارس 1983)
.

## التعليم
تعلم في جامعة الرور في بوخوم
.

## جوائز
حصل على جوائز منها:

وسام صليب القائد من رتبة استحقاق من جمهورية ألمانيا الاتحادية

## روابط خارجية
- يوخن بورشرت على موقع مونزينجر (الألمانية)